# لارنس پالمر
لارنس پالمر (انگلیسی: Lawrence Palmer؛ زادهٔ ۷ ژانویه ۱۹۳۸) بازیکن هاکی روی یخ اهل ایالات متحده آمریکا بود.
وی در مسابقات کشوری و بین‌المللی در مجموع برندهٔ ۱ مدال طلا شده‌است.